# Kulcsár Anita
Kulcsár Anita (Szerencs, 1976. október 2. – Pusztaszabolcs és Velence között, 2005. január 19.) Európa-bajnok, olimpiai ezüstérmes magyar válogatott kézilabdázó.

## Pályafutása
A nyíregyházi Kölcsey DSE színeiben kezdett kézilabdázni, ahol Hadobás István volt az edzője. Már innen bekerült a juniorválogatott keretébe. 1995-ben szerződött a Győri ETO-hoz, ahol egészen 2001-ig játszott és vált stabil válogatott játékossá. 2001-ben Dániába, a FIF Koppenhága együttesébe szeretett volna igazolni, azonban a szerződése még sem sikerült. Végül a Cornexi Alcoa együtteséhez szerződött, ahol egészen 2004-ig maradt. 2004-ben a Dunaferr NK-hoz szerződött, ahol ismét Bajnokok Ligájában játszhatott.
Edzői: Hikáde István, Róth Kálmán, Vura József, Zsiga Gyula, Pánczél Barabás, Farkas József, Szabó Edina, Kiss Szilárd. Első válogatottsága: 1996. november 23., Arad (Románia 27–33). Válogatottsága/góljai:165/403
A Pázmány Péter Katolikus Egyetemen jogot tanult. 2000-től férje Káldi András volt.

## Legjobb eredményei
Olimpia 2. (2000), Olimpia 5. (2004), vb-2. (2003), vb-5. (1999), vb-6. (2001), Eb-1. (2000), Eb-3. (1998, 2004), Eb-5. (2002), EHF-kupa-2. (2002), Magyar bajnok, MK-győztes

## Halála
Kulcsár Anita 2005. január 19-én otthonából, Sukoróból, útban Dunaújváros felé, a Velence és Pusztaszabolcs közötti úton halálos autóbalesetet szenvedett. A vizsgálatok szerint autójával megcsúszott, és egy fának ütközött, amitől a gépjármű kigyulladt. Egy teherautósofőr kihúzta az autóból, azonban a kiérkező mentők nem tudták megmenteni az életét. A biztonsági öve nem volt bekapcsolva, halálát koponyaalapi törés okozta.
2005. január 25-én helyezték végső nyugalomra a győri Nádorvárosi köztemetőben.

## A világ legjobb játékosa 2004-ben
Kulcsár Anitát 2004 legjobb női kézilabdázójává választották a Nemzetközi Kézilabda-szövetség és World Handball Magazine közös szavazásán. A szavazás Kulcsár Anita halálával egyidőben indult, a magyar szövetség kérése volt a szurkolók felé, hogy Kulcsárra szavazzanak. A szavazás végeredményét 2005. április 19-én, Kulcsár halála után 3 hónappal tették közzé. Fölényesen nyerte meg a szavazást, az összes szavazat 65,7%-át kapta meg.